# Caracol Televisión
Pour les articles homonymes, voir Caracol.
Caracol Television S.A. "Cadena Radial Colombiana de télévision S.A." est une chaîne de télévision et de radio en Colombie, dont l'activité principale est l'exploitation de la chaîne de télévision privée du même nom. De plus, elle contrôle le fonctionnement d'une chaîne de télévision hertzienne dans le sud de la Floride, WGenTV, ainsi que de six canaux de télévision par câble en Colombie et à l'étranger. La société est la propriété de la société Valórem S.A. de l'entrepreneur Julio Mario Santo Domingo. Elle est née dans le cadre du Réseau de radio colombienne Caracol Radio, entre les mains du groupe espagnol PRISA depuis 2003. Son concurrent principal est la chaîne de télévision RCN Televisión.
Caracol Television propose des services en Colombie avec des partenaires internationaux pour réaliser des coproductions ou des productions télévisuelles. Ces accords concernent des sociétés de renom telles que ABC, CBS, FOX, The CW, Telemundo, TV Globo, RCTI, Global Television Network, RTI Télévision, TV Azteca, Azteca America, Radio Televisyen Brunei, Modernine TV, Bangkok National Radio, Channel 7 Broadcasting Corporation, Thailand Colour Television Channel 3, Sony Pictures Television International, TVE, BE-TV, RCTV Internacional, ABS-CBN, GMA Network, MediaCorp, entre autres.
Le centre de production et d'émission de Caracol possède quatorze studios allant de 260 à 800 mètres carrés, avec une capacité totale supérieure 28 000 mètres carrés. Quatorze studios et dix studios mobiles sont équipés en full HD.
La chaine est considérée comme proche du pouvoir colombien.

## Histoire
L’histoire de Caracol Televisión commence en 1954 lorsque Caracol Radio propose de s’offrir les droits d’une télévision nationale, alors télévision d’état, par le biais de spots commerciaux. Le conseil d’administration d’alors (Fernando Londoño Henao, Cayetano Betancourt, Carlos Sanz de Santamaría, Pedro Navas, et Germán Montoya) pense à la possibilité d’établir la première station de télévision de Colombie. Un an après que l'idée soit acceptée, ils décident de partager les droits avec la Radiodifusora Nacional, la télévision d’état, détenant la seule chaîne de Colombie, Canal Uno, en créant la TVC (Televisión Comercial Ltda.), une société qui durera deux ans.
En 1967, Inravisión accorde, au travers d'une offre publique, la programmation de  45 heures par semaine ; et pour cette raison, Caracol Radio devient Caracol Televisión SA, avec pour but principal de produire et commercialiser des émissions de télévision. En 1987, le groupe Valores Bavaria devient actionnaire principal et initie une modernisation technique et administrative de la société.
Le 24 novembre 1997, la Colombia's National Television Commission (CNTV) accorde à Caracol TV une licence pour 10 ans en tant que «chaîne nationale privée». L'autre licence est accordée à RCN Televisión. Un plan a été mis en place pour que l’organisation, qui était jusqu'alors capable de produire 10,5 heures de programmes par semaine, puisse produire et diffuser quotidiennement 18 heures de programmes généralistes à partir du 10 juillet 1998.
En 2000, Caracol TV (HJCY-TV) renforce l'accord avec le diffuseur international TEPUY, et l'année suivante signe la coproduction d’une telenovela avec RTI et Telemundo ainsi qu'une alliance de courte durée avec Buena Vista International. En 2002, Caracol Internacional est lancée.
En 2008 Caracol Televisión S.A., et ses filiales Caracol TV America Corp. et Caracol Television Inc, étaient l'un des cinq plus importants producteurs et distributeurs en Amérique latine, avec une présence dans plus de 50 pays à travers le monde
Le 28 décembre 2008, Caracol TV lance officiellement les programmes au format numérique pour Bogota, Medellin et les régions avoisinantes sur le canal UHF 14.
Cette société de télévision est membre de l'Organisation des Télécommunications Ibéro-Américaines (OTI).

## Société

### Marques
Les marques suivantes sont directement gérées par la société Caracol Televisión S.A:
- Les chaînes Caracol TV, Caracol HD2, Caracol Internacional, Novelas Caracol, La Kalle HD, Época;
- Les marques Radio Blu, La Kalle, revue Cromos, quotidien El Espectador, Cine Colombia...
La holding Valorem est également propriétaire de diverses entreprises, comme le réseau de supérettes Tiendas D1.

### Actionnaires
La société Caracol Televisión S.A est la propriété de la famille de Julio Mario Santo Domingo (décédé en 2011), un des hommes d'affaires les plus importants de Colombie, à travers sa holding Valorem, dirigée depuis sa mort par son fils Alejandro Santo Domingo Dávila.
Répartition du capital au 31/12/2019 :
| Actionnaires             | %      |
| ------------------------ | ------ |
| Valorem SA               | 93,49% |
| Inversiones Valmiera SAS | 6,50%  |

### Présidents
- Fernando Londoño Henao (1969-1972)
- Jesús Álvarez Botero (1972-1978)
- Mauricio Calle Otero (1978-1986)
- Diego Fernando Londoño Reyes (1986-1990)
- Mabel García de Ángel (1990-1999)
- Ricardo Alarcón Gaviria (1999-2001)
- Paulo Laserna Phillips (2001-2011)
- Carlos Alejandro Pérez Dávila (2011-2012)
- Gonzalo Córdoba Mallarino (2012-presente)

## Programmation
- Liste (wiki es) : es:Anexo:Telenovelas y series de Caracol Televisión

## Émissions

### Actuels
- La finca de hoy
- Día a día (matinale)
- Noticias Caracol (journal télévisé)
- Victoria (Telemundo, 2007-2008) (telenovela)
- Mujeres al límite
- Tu voz estéreo
- Tu cara me suena (jeu télévisé)
- Tiro de gracia (2015) (série télévisée)
- Esmeraldas (2015) (série télévisée)
- El Señor de los Cielos (Telemundo, depuis 2013) (telenovela) (2015)
- Última Edición (journal télévisé)
- Puro Cine (cinéma)
- Doble via
- Cine Club 10
- Cine Play Zone
- La Red
- La Fila
- Sábados felices
- Entre ojos
- También caerás
- Santa Misa
- Premier Caracol
- Los informantes CC
- Séptimo Día
- Noches de Premiere
- Les Simpson (FOX, 1999-2003/Comedy Central, 2010-2013) (série d'animation)
- Ezel (Show TV/ATV, 2009-2011)
- Dulce amor (depuis 2015) (telenovela)
- Boys Over Flowers

### Finis
- Los cuentos de los hermanos Grimm (série d'animation)
- Looney Tunes Show (série d'animation)
- Arrow (The CW, depuis 2012) (série télévisée)
- Glee (FOX, 2009-2015) (série télévisée)
- Santa Diabla (Telemundo, 2013-2014) (telenovela) (2015)
- Señora Acero (Telemundo, depuis 2014) (telenovela) (2015)
- Tierra de reyes (Telemundo, 2014-2015) (telenovela) (2015, annulée)
- Las mil y una noches (Kanal D, 2006) (telenovela) (2014-2015)
- En otra piel (Telemundo, 2014-2015) (telenovela) (2014-2015)
- One Piece (animé)
- La patrona (Telemundo, 2013) (telenovela) (2014-2015)
- * Pasión de amor (Pasión de gavilanes) (RTI/Telemundo/Caracol Televisión, 2003-04) (telenovela) (2005-06), avec Danna Garcia, Mario Cimarro, Paola Rey, Alfonso Baptista, Michel Brown et Natasha Klauss

### Logos en tant que chaîne de télévision privée

2012-2015
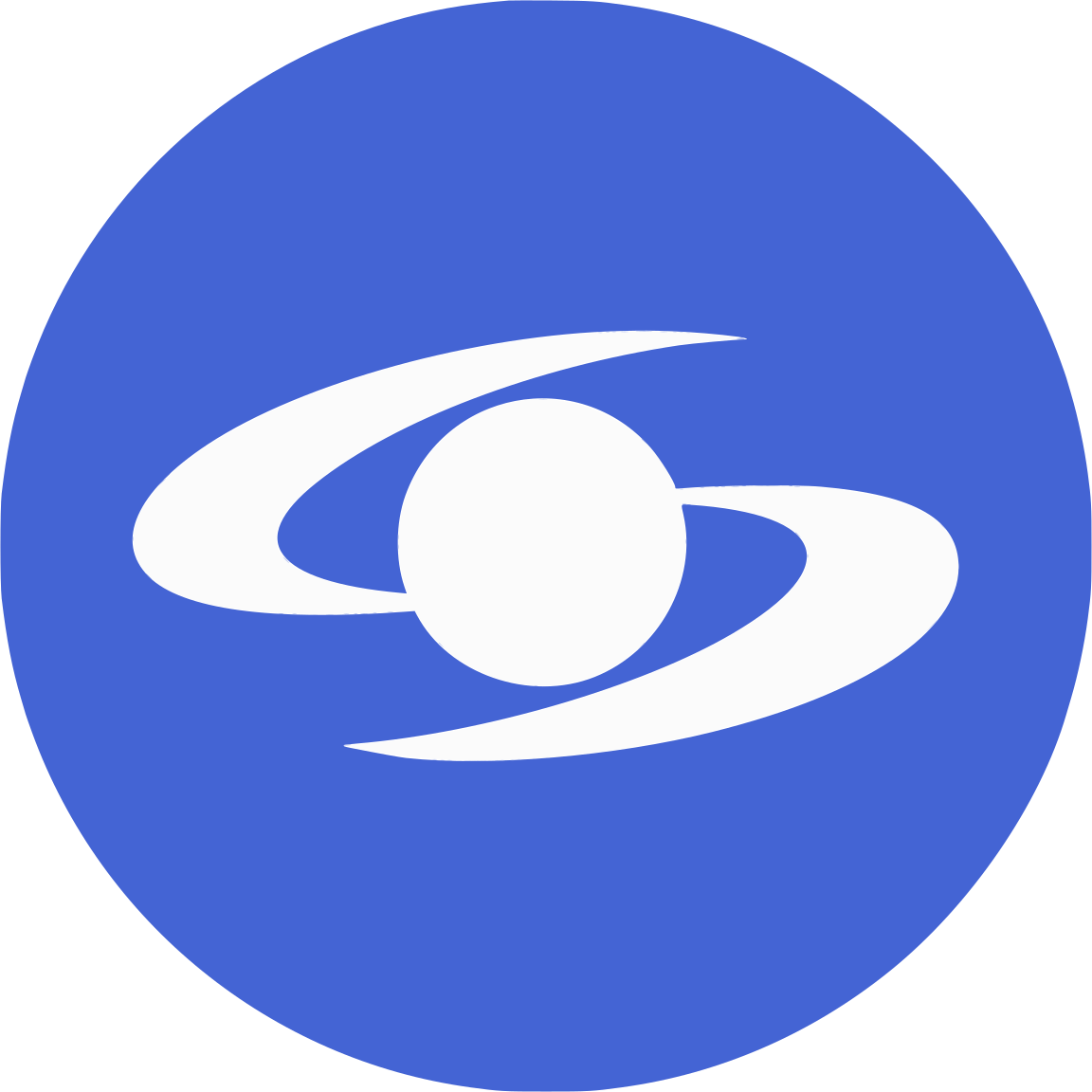
2017-2019
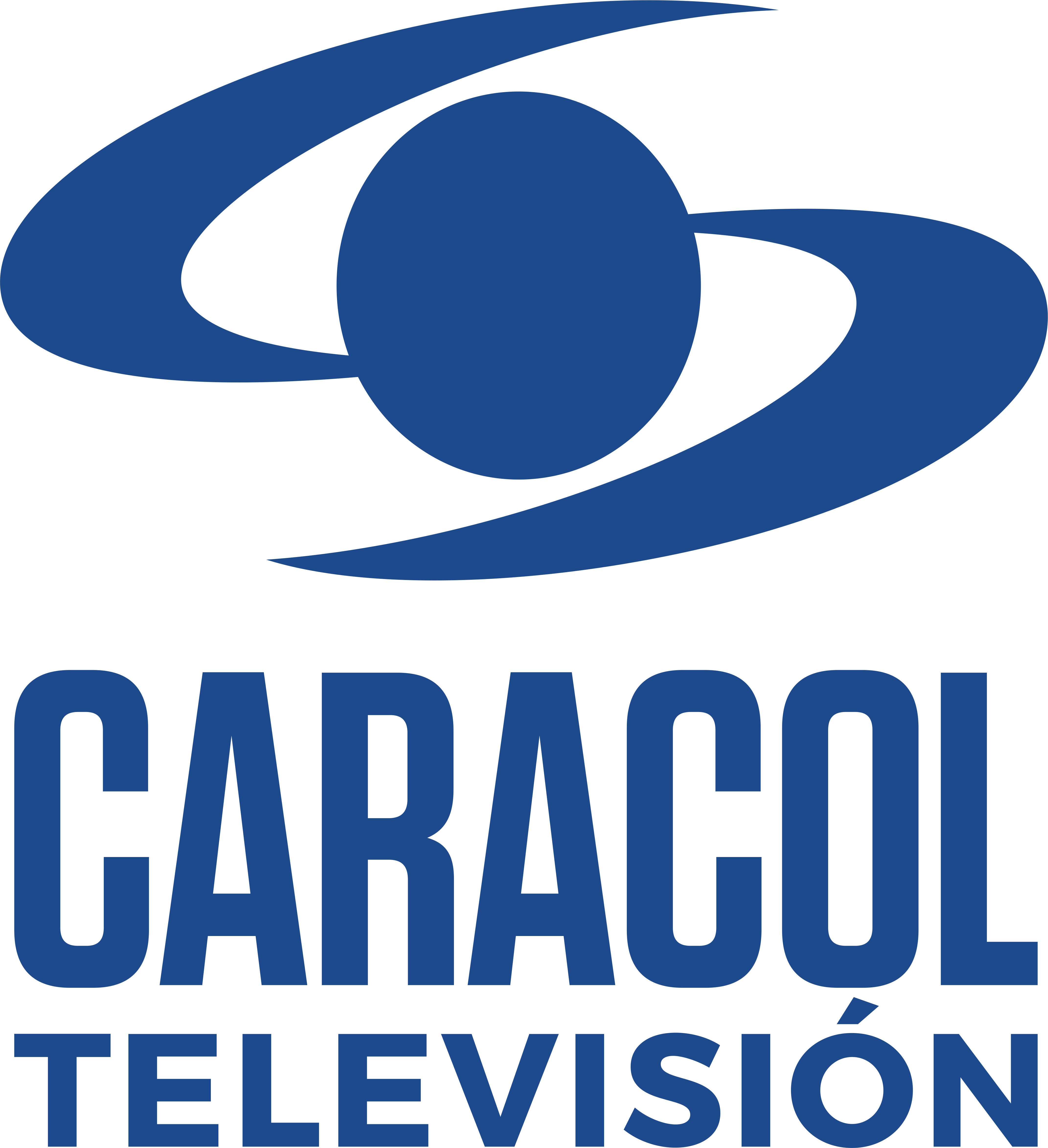
depuis 2019

## WGEN-TV
En décembre 2005, Caracol TV achète 25 % de participation de la chaîne de télévision de Miami WGEN-TV. La programmation de WGEN comprend des telenovelas colombiennes et brésiliennes, un programme d’actualité produit en Colombie. Elle produit également la version locale de Desafio 20.06, un programme de téléréalité apparenté à Survivor, ainsi qu'un programme de variété original nommé La Boca Loca de Paul présenté par Paul Bouche. La plupart des telenovelas sont réadaptées pour MyNetworkTV aux États-Unis, comme Desire qui est adaptée de Mesa Para Tres.

## Spectacles ou émissions produits par Caracol TV
- La Baby sister
- Emperatriz
- La Saga, Negocio de Familia
- Pasión de Gavilanes
- Pedro el escamoso
- Sin Tetas No Hay Paraíso
- Zorro, l'Epée et la Rose
- La Sucursal del Cielo
- Nuevo Rico Nuevo Pobre
- ¿Quién amará a María?
- Pablo Escobar, le patron du mal